# Joseph Stadler
Joseph Stadler (Joseph F. Stadler, nacido el 7 de abril de 1887 - 25 de febrero de 1950) fue un atleta estadounidense que compitió principalmente en el salto de altura sin impulso.
Él compitió en los Estados Unidos, en los Juegos Olímpicos de San Luis 1904, en el salto de altura sin impulso, donde ganó la medalla de plata. También ganó una medalla de bronce en el salto triple sin impulso, en los dos eventos que terminaron detrás de Ray Ewry.